# Akte

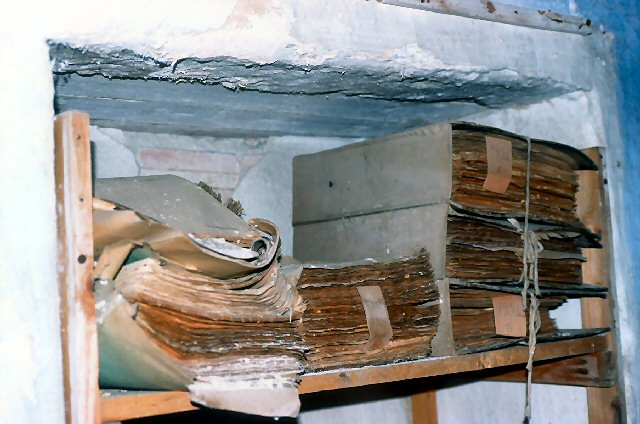
Historischer Aktenstapel

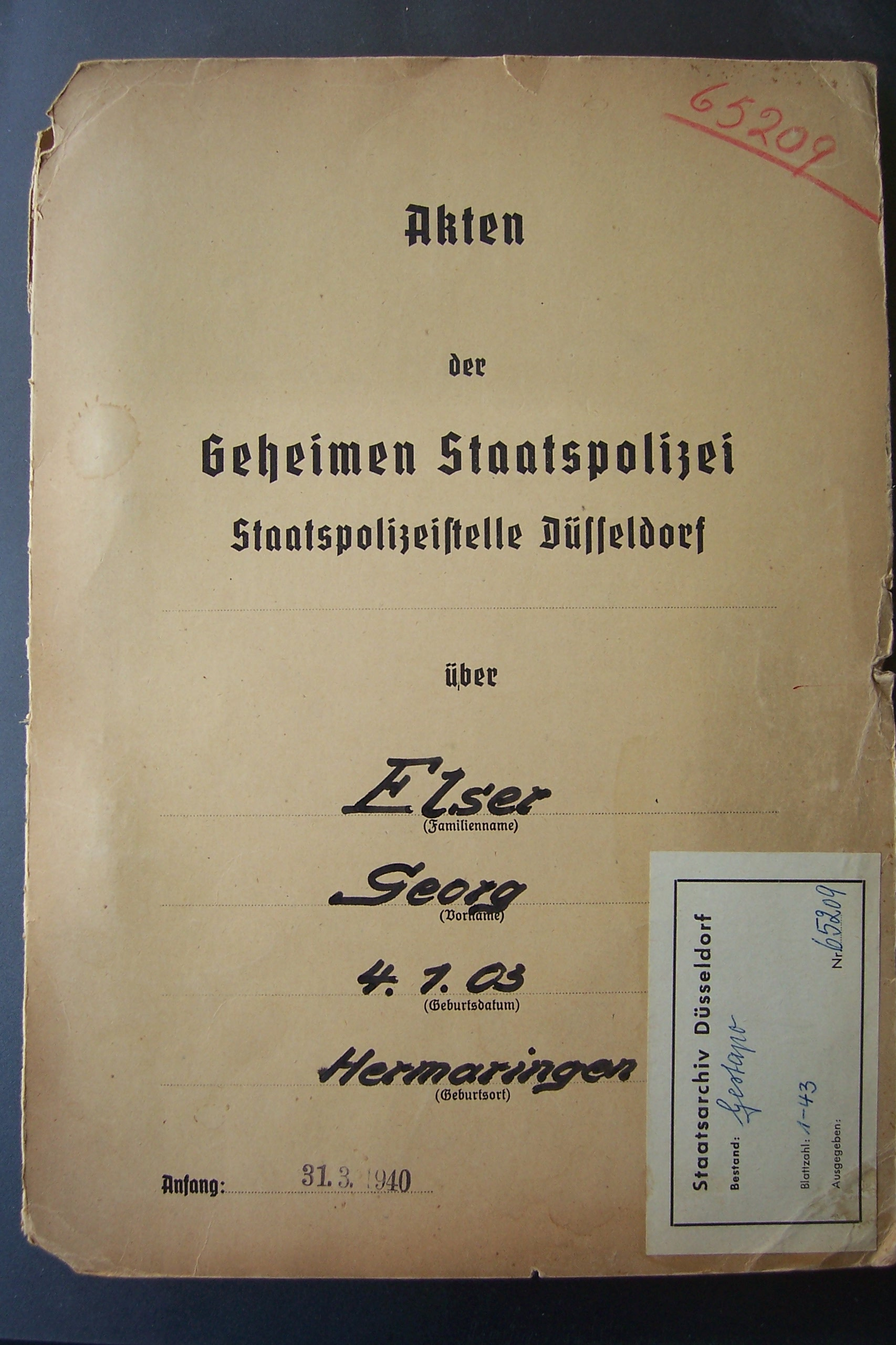
Gestapo-Akte Georg Elser (Titelblatt)

Die Akte (oder der Akt, lateinisch actum, „das Geschehene, Vollbrachte“) ist ein mobiles Organisationsmittel, das nach Sachgebieten oder chronologisch zusammengefasste Schriftstücke enthält. In Österreich ist im Singular nur die Bezeichnung Akt gebräuchlich. Eine weitverbreitete Form der Aufbewahrung und Organisation von Akten ist der Aktenordner.

## Allgemeines
Sachgebiete können insbesondere Geschäftsvorfälle jeder Art (insbesondere Gerichtsakten, Geschäftsakten, Krankenakten, Kriminalakten, Kundenakten, Patientenakten, Personalakten, Prozessakten oder Verwaltungsakten) sein. Die Akteneinsicht bei Behörden und Gerichten stellt ein Verfahrensrecht dar, das Bürgern, Beteiligten oder Rechtsanwälten ausdrücklich durch Gesetz eingeräumt werden muss.
Akten dienen wie ihr Inhalt der Dokumentation, deren wesentlicher Zweck im gezielten Wiederfinden und Nutzbarmachen von Dokumenten und Informationen besteht. Weder das Sammeln noch das Ordnen ist für sich allein genommen bereits Dokumentation, sondern erst durch das Wiederfinden wird die Dokumentation vollständig (englisch information retrieval, „Zurückgewinnen von Information“). Insbesondere als Beweismittel sind Akten geeignet.

## Geschichte
Das Wort „Akte“ ist der Singular von lateinisch acta („die Geschehnisse“) oder vielmehr die Aufzeichnungen darüber, die Akten, das Schriftgut. Da Akte vom Wortstamm her auch „das Geschehene, das Vollbrachte, die Handlung“ bedeutet, existieren vereinzelt in Anlehnung an das Angelsächsische noch Begriffe, die eher eine Tat oder ein Gesetz zum Gegenstand haben. Beispiele sind Navigationsakte, Habeas-Corpus-Akte, Mannheimer Akte oder Deutsche Bundesakte.
Die Lehre der Aktenkunde (Archivalienkunde) zählt in der Geschichte zu den Historischen Hilfswissenschaften. Sie beschäftigt sich unter anderem mit der durchaus uneinheitlichen Terminologie der Akte. Zur Klärung grenzt Heinrich Otto Meisner zum Beispiel das einzelne „Aktenschriftstück“ von der, im Bearbeitungsvorgang eines Falls aus mehreren Schriftstücken gebildeten, „Akteneinheit“ oder „Aktenkollektiv“ ab. In Anlehnung an die von der älteren Aktenführung oft weit fassenden Aktenbildungen ferner den „Aktenvorgang“ als Einheit einer bestimmten Angelegenheit mit den in mehrstufiger oder mehrmaliger Bearbeitung entstandenen Vor- bzw. Folgeakten.
Als Form von Schriftlichkeit in der Verwaltung des öffentlichen Dienstes existieren Akten seit dem späten Mittelalter, im 16. Jahrhundert haben sie sich überall in Europa durchgesetzt. Tendenziell zeigt sich dabei eine Entwicklung von ungegliederten Serien, in denen Schreiben nur nach Datum angeordnet wurden (z. B. frühe Stadtbücher) zu nach mehreren Betreffen untergliederten Serien, weiter zur Führung von Sachakten. Sie wurden archiviert und bildeten umfassende Ansammlungen (z. B. Acta Magni Ducatus Lithuaniae im Großfürstentum Litauen). Bevor sich im ersten Drittel des 20. Jahrhunderts die Heftung in Ordnern, Schnellheftern und auf Heftstreifen durchsetzte, wurden Akten mittels Aktenzwirn fest zusammengefügt. Diese Fadenheftung erfolgte in der Regel linksseitig, jedoch bestanden in einzelnen Ländern auch abweichende Gepflogenheiten, wie etwa bei der Badischen Aktenheftung. Mit der Erfindung des Aktenordners durch Friedrich Soennecken wandelte sich seit der zweiten Hälfte des 19. Jahrhunderts die Aktenführung tiefgreifend. Vorreiter dieser sogenannten „Büroreform“ war die Wirtschaft, an die sich erst im 20. Jahrhundert die amtliche Aktenführung anschloss.
Gegen Ende des 17. Jahrhunderts beginnt nicht nur für die Geschichtswissenschaft das Aktenzeitalter. Zum einen erreichte die Aktenführung einen Höhepunkt, zum anderen traten immer häufiger Schwierigkeiten bei der Bearbeitung der Verwaltungslast der modernen Massengesellschaft und der zunehmenden Staatsaufgaben auf. Aus diesem Spannungsverhältnis heraus wurden die Akte und die Aktenführung zu einem weit verbreiteten Motiv:
- jemanden in den Akten führen = schriftliche Unterlagen über eine Person besitzen;
- eine Sache zu den Akten / „ad acta“ legen = eine Sache als erledigt betrachten (eigentlich: eine Sache zu den übrigen Schriftstücken, die bereits vorhanden sind, hinzufügen).
- quod non est in actis, non est in mundo (lateinisch für: Was nicht in den Akten ist, ist nicht in der Welt. Stammt aus dem schriftlichen Prozess nach römischem Recht, bei dem nichts Beachtung finden konnte, was sich nicht in den Prozessakten befand).

Für Akten und ihre besonderen Formen sind regional unterschiedliche Bezeichnungen in Gebrauch: Faszikel, Büschel, Dossier usw.

## Aufbau

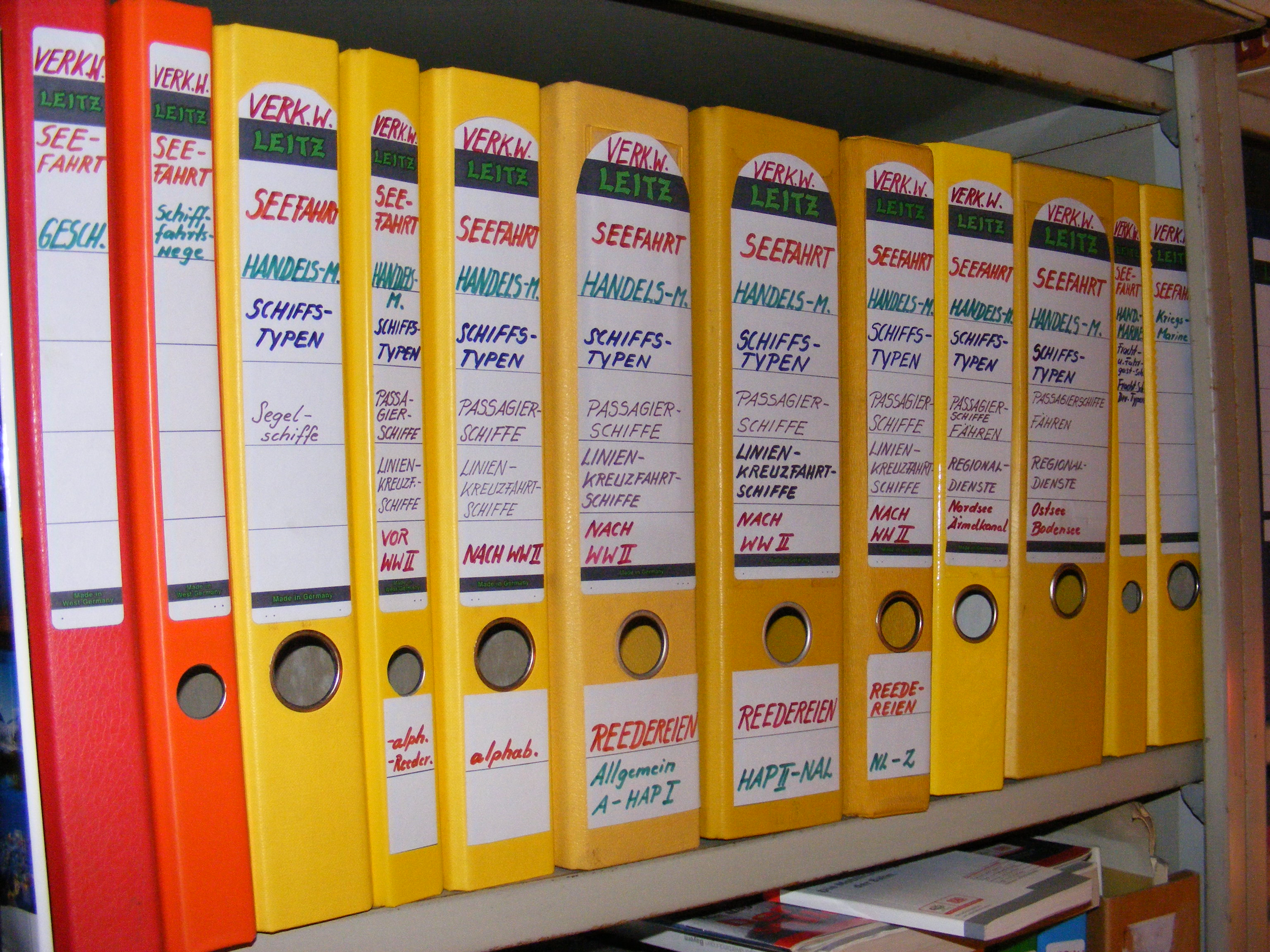
Aktenregal mit Aktenordnern

Das bürotechnische Behältnis für die Sammlung von Schriftstücken sind der Aktenordner, der (Schnell-)Hefter und Mappen. Sie bestehen aus einem Aktendeckel (bei Stehordnern Rückenschild), der die wichtigsten Erschließungselemente (Aktenzeichen, Aktentitel, ggf. Laufzeit u. dgl.) beinhaltet und einem Aktenregister, Vorblatt oder Rotulus, der Hinweise über den Aktenbetreff, Akteninhalt, zuständige Dienststellen etc. enthält. Der Akteninhalt wird durch ein Aktenregister nach verschiedenen Gliederungskriterien sachlich und/oder chronologisch geordnet (siehe auch Registerblatt). Zur eindeutigen Identifikation wird jede Akte mit einem Aktenzeichen – in der Regel einem mehrstelligen Nummerncode – versehen. Der Begriff Aktenzeichen stammt aus der öffentlichen Verwaltung; er wurde weitgehend auch von der Wirtschaft übernommen.

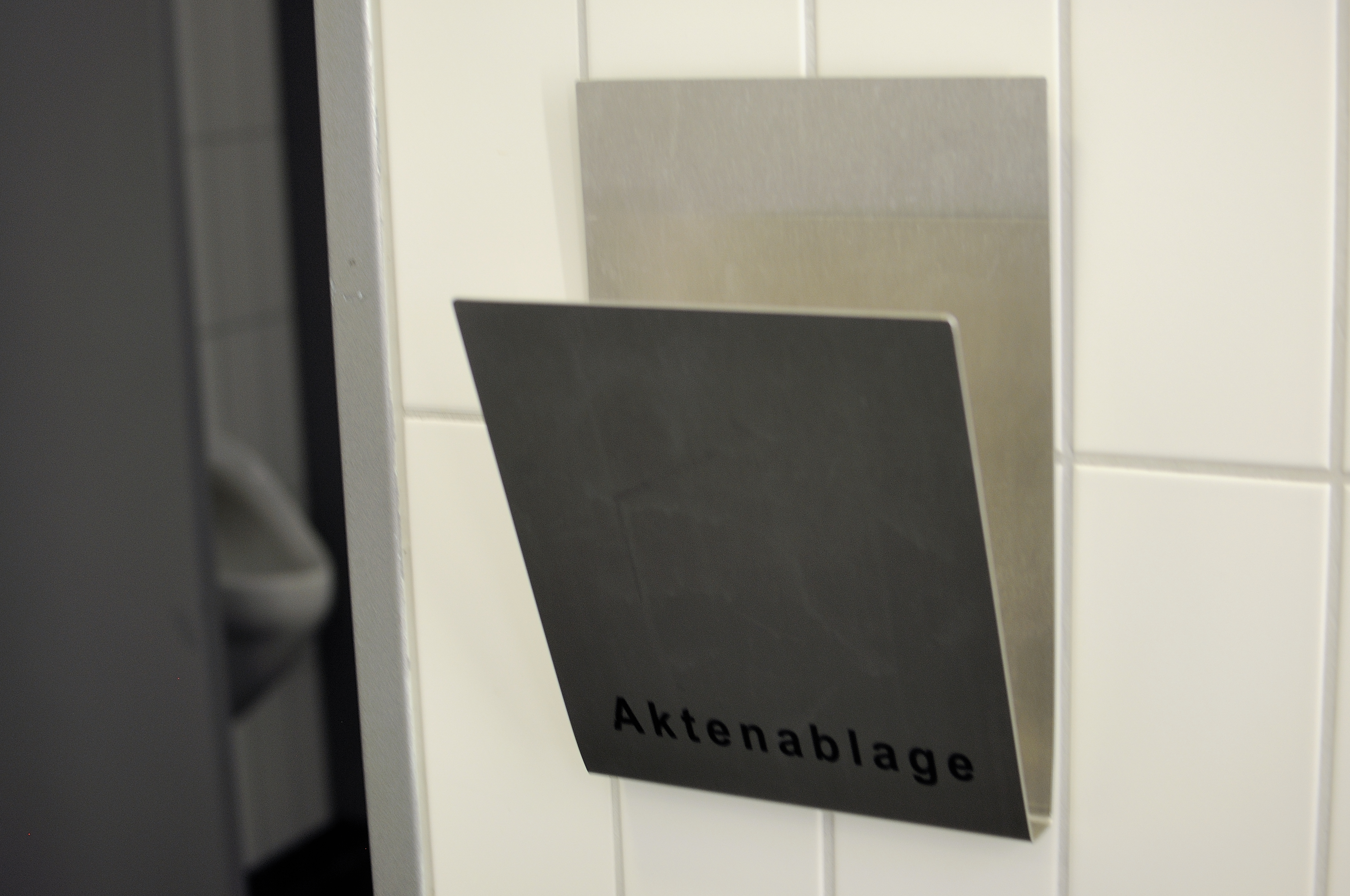
Zwischenablage für Akten in einer Toilette

Die Akte wird dann regelmäßig einer Betreffseinheit des Aktenplans zugeordnet und mit dem zugehörigen Aktenzeichen versehen im Aktenverzeichnis eingetragen. Laufzeit, Datierung sowie ein fälliges Sperrjahr („gesperrt bis …“), Nutzungsbeschränkungen (Geheimhaltung u. Ä.), Provenienzen und Vorsignaturen (frühere Aktenzeichen) sind weitere wichtige Grundlageninformationen.

## Inhalt
Akten können unterschiedliche Textsorten auf Papier und auch auf anderen Datenträgern enthalten (Filme, Fotos). In Akten werden eigene (interne) Dokumente abgeheftet (etwa Aktenvermerke oder Aktennotizen, die nach Akten benannt sind, eigene Geschäftsbriefe) oder externe Unterlagen (etwa fremde Rechnungen, Korrespondenz). Das Aktenzeichen hat zwar seinen Namen von der Akte, ist aber allgemein eine Ordnungsnummer des Aktenplans, unter der ein Geschäftsvorgang in der Korrespondenz identifiziert wird. Es enthält die Organisationsnummer der Dienststelle oder Abteilung, den Nummerncode des jeweiligen Aufgabenbereichs der Dienststelle, zu dessen Erfüllung die Akte entstanden ist, die Nummer der Einzelakte, sowie häufig die Jahreszahl (Beispiel: 30-13/03/175.67).
Sortiert wird nach Zahlen (numerische Reihenfolge), Kalenderdaten (chronologische Reihenfolge) oder Buchstaben und Worten (alphabetische Reihenfolge).

## Arten
Akten lassen sich nach ihrer Funktion und ihrem Inhalt in verschiedene Arten aufteilen.
- Nach ihrer Funktion unterscheidet man insbesondere Hauptakten, Handakten, Nebenakten, Parallelakten, Sonderakten oder Spiegelakten.

Hauptakten beinhalten einen vollständigen Vorgang. Das Führen einer Nebenakte zur Personalakte (häufig auch als Handakte bezeichnet) ist nach § 56 Abs. 2 Satz 3 Landesbeamtengesetz (LBG) zulässig, wenn die personenverwaltende Behörde nicht zugleich Beschäftigungsbehörde ist, ihre Aufgabenerfüllung aber das Bereithalten bestimmter Personalaktendaten erforderlich macht. Die nicht zur Urkundensammlung eines Notars zu nehmenden Schriftstücke (z. B. Schriftwechsel mit den Beteiligten sowie mit den Gerichten und Behörden) werden, auch soweit sie Urkundsgeschäfte betreffen, in Blattsammlungen für jede einzelne Angelegenheit oder in Sammelakten aufbewahrt (Nebenakten; § 22 Dienstordnung für Notare Sachsen-Anhalt). Handakten sind durch Rechtsanwälte pflichtgemäß zu führen und nach Beendigung des Mandats sechs Jahre lang aufzubewahren (§ 50 Abs. 1 Satz 2 BRAO, § 44 Abs. 1 Satz 2 PAO).
- Nach dem Inhalt lassen sich etwa Sachakten, Geschäftsakten, Kundenakten, Personalakten, Protokollakten oder Prozessakten unterscheiden.

Sachakten enthalten das gesamte Schriftgut zu einem konkreten Vorgang (z. B. Gebäudesanierung), Geschäftsakten sammeln alle Korrespondenz zu einem oder mehreren Geschäften, in Kundenakten werden sämtliche Unterlagen über einen bestimmten Kunden abgeheftet. Personalakten beinhalten Angaben zur Person und zum Arbeitsverhältnis über einen Arbeitnehmer. Sonder- und Nebenakten zur Personalakte können insbesondere Unterlagen des Werkschutzes sammeln. Protokollakten beinhalten die Protokolle in Form von Niederschriften über Sitzungen der Organe eines Betriebes oder einer Behörde. Gerichtsakten beinhalten alle zu einem Gerichtsprozess gesammelten Schriftstücke.

## Akten in der Verwaltung
Der Begriff Akte wird überwiegend in der öffentlichen Verwaltung verwendet, was in der Entscheidung „nach Aktenlage“ ebenso zum Ausdruck kommt wie bei der Ermittlungsakte im Strafprozess, die aus der polizeilichen Ermittlungsarbeit entsteht. Akteneinsicht ist das Recht einer nicht mit der Aktenführung betrauten Person, den Inhalt einer bestimmten Akte lesen zu dürfen. Der Begriff entstammt dem Prozessrecht, hat aber auch erhebliche Bedeutung bei der Personalakte.

## Organisation
Akten organisieren und prozessieren Arbeitsabläufe und legitimieren sie intern und extern; sie sind das „Bewusstsein der Verwaltung“. Alle Speichermedien – und nicht nur Akten – sind notwendig selektiv. Aus Sicht der Organisation sind Akten eine Dokumentationseinheit. Die Akte ist eines der zentralen Verwaltungsmittel. Sie soll eine geregelte, Amt und Person voneinander trennende Sachbearbeitung auf Grundlage von gesammelten und geordneten Schriftstücken ermöglichen.
Im Regelfall werden die Schriftstücke gelocht und danach in dem Aktenordner abgeheftet. Das vorgegebene Schema, nach dem sortiert wird, heißt Sortierfolge. Bei der kaufmännischen Heftung liegt das aktuelle Schriftstück obenauf und die älteren Schriftstücke folgen chronologisch darunter. Bei der Amts- oder Behördenheftung liegt das älteste Schriftstück oben, die neusten Schriftstücke werden an das Ende der Akte geheftet.

## Aktenführung
Die Aktenführung erfordert insbesondere eine Aktenordnung, die auch Dritten ein schnelles Auffinden gesuchter Schriftstücke ermöglicht. Für die Bundesverwaltung, was allgemeingültigen Charakter hat, ermöglicht nur eine geordnete Aktenführung einen rechtsstaatlichen Verwaltungsvollzug, eine Rechtskontrolle durch Gerichte sowie Aufsichtsbehörden und eine Überprüfung durch die Parlamente. Eine ordnungsgemäße Aktenführung umfasst die Pflicht der Behörde zur objektiven Dokumentation des wesentlichen sachbezogenen Geschehensablaufs. Die öffentliche Verwaltung ist verpflichtet,
- Akten zu führen (Gebot der Aktenmäßigkeit),
- alle wesentlichen Verfahrenshandlungen vollständig und nachvollziehbar abzubilden (Gebot der Vollständigkeit und Nachvollziehbarkeit) und
- diese wahrheitsgemäß aktenkundig zu machen (Gebot der wahrheitsgetreuen Aktenführung).

Nicht mehr benötigte Akten kommen in das Archiv, wo ihr Umfang nach Regalmetern bemessen ist. Ist ihre Aufbewahrungsfrist abgelaufen, werden sie im Aktenvernichter zerschnitten.
Öffentliche Verwaltung
- Die Führung und Registrierung von Akten bei Gerichten und Staatsanwaltschaften ist in der Aktenordnung (AktO) vom 28. November 1934 geregelt (in Kraft seit 1. Januar 1935), die von den Bundesländern inhaltsgleich für die ordentliche Gerichtsbarkeit und Staatsanwaltschaften übernommen wurde. In § 3 AktO Bremen[17] ist vorgeschrieben, dass Schriftstücke mit der gleichen Angelegenheit, nach dem Tag des Eingangs geordnet, zu „Akten zu vereinigen“ sind. Eine Anlage als „feste Akte“ oder als Blattsammlungen ergibt sich aus § 3 Abs. 2 AktO. Feste Akten sollen in der Regel nicht mehr als 250 Blätter enthalten (§ 3 Abs. 3 AktO), Blattsammlungen dürfen nur aus 2 Schriftstücken bestehen (§ 3 Abs. 4 AktO). Jede Akte erhält ein Aktenzeichen, das zugleich die Geschäftsnummer darstellt (§ 4 Abs. 1).
- Die Justizverwaltung unterliegt der Generalaktenverfügung vom 4. Dezember 1952, die ebenfalls durch Bundesländer als Generalaktenverfügung übernommen wurde. Danach gibt es einen Generalaktenplan, der die einheitliche Führung der Generalakten bei allen Justizbehörden und damit zugleich eine Vereinfachung und Beschleunigung des Geschäftsgangs erreichen soll (§ 3 GenAktVfg).[18] Auch hier ist das Aktenzeichen eine sinnvolle Zahl, die – in der Geschäftsnummer eines Schriftstücks verwendet (§ 7 GenAktVfg) – den Inhalt des Schriftstücks andeutet (§ 6 Abs. 2 GenAktVfg).

Unternehmen
In kaufmännisch geführten Unternehmen obliegt die Organisation der Aktenführung und -verwaltung als Organisationsaufgabe der Geschäftsführung, die durch Arbeitsanweisungen zu regeln ist. Deshalb ist in der Wirtschaft die Aktenführung sehr heterogen geregelt. In der öffentlichen Verwaltung gibt es hingegen sehr homogene Vorschriften zur Schriftgutverwaltung. An zwei Teilbereichen, für die gesetzliche Regelungen bestehen, kann dies erläutert werden.
Unternehmen orientieren sich häufig an den Vorschriften der öffentlichen Verwaltung.

### Formierung
Die Zusammenfügung mehrerer Schriftstücke in einem Aktenordner wird in der Archivsprache Formierung genannt. Die Schriftstücke können – je nach Erforderlichkeit und Sinnhaftigkeit – logisch, das heißt nach einem inneren Sachzusammenhang, oder chronologisch, beispielsweise nach Ausstellungs- oder Eingangsdatum, geordnet werden. Liegt das aktuelle Schriftstück zuoberst, spricht man von einer
kaufmännischen Heftung; bei umgekehrter Reihenfolge von einer Amtsheftung. Als Laufzeit der Akte werden das erste und (vorläufig) letzte Datum vermerkt. Die fortlaufende Durchnummerierung der Seiten wird als Paginierung oder auch als Quadrangel bezeichnet. Neben den Handakten der Sachbearbeiter gibt es Akten in der Registratur und Akten als Archivgut. Zur Hauptakte gibt es zum Teil auch Hilfsakten und Personalakten.

### Aktenbildung
Richtschnur der Aktenbildung ist das praktische Bedürfnis. Stets ist (Ein-)Ordnen wichtiger als Registrieren; Benutzungseinheit ist die Akte. Um dem entgegenzukommen, wurden seit jeher Sondersachakten (moderner Begriff; früher Bei-, Nebenakten, Adhibenda genannt) gebildet:
- abgeleitete Einzelsachakten sind aus der Hauptakte ausgegliedert und werden bei dieser verzeichnet und aufbewahrt (also nicht als ganz neue Akte),
- Spezial-, B-Akten (alte Bezeichnungen) gliedern Einzelfälle aus,
- Anlagenbände, Materialsammlungen und andere Nebenakten gliedern aus, wofür voraussichtlich wenig Bedarf besteht.

Die Bearbeitungsverfügung „z. d. A.“ (zu den Akten) auf einem Schriftstück bedeutet die Hinzufügung eines Schriftgutes zur Akte. Die Bearbeitungsverfügung „Wv. (Kalenderdatum)“ (Wiedervorlage) bedeutet die terminlich fixierte Neuvorlage ohne erneute Aufforderung.
Akten können in eine Hängeregistratur gehängt oder in einem Aktenregal gelagert werden. Die Aktenbestandteile können gebunden (Aktenschnur), geheftet oder lose abgelegt werden.

### Aktenversendung
Wird eine Akte im Wege der Akteneinsicht beispielsweise an einen Rechtsanwalt übersandt, so ist ein Retent anzulegen, um den Verbleib der Akte zu dokumentieren.

## Elektronische Akte
Der große Umfang der Akten und die oft schwierige Suche nach Vorgängen haben die Digitalisierung gefördert.
Die bisher aus Papier-Schriftstücken bestehenden physischen Akten sind oder werden durch zunehmende Digitalisierung weitgehend überflüssig. Die elektronische Akte (oder E-Akte) ist eine virtuelle Sammlung von Dateien und Dokumenten (auch die von analogen Medien konvertierten), die zu einem einheitlichen elektronischen Medium (Dateiordner) zusammengefasst werden. Hierin können auch insbesondere Grafikdateien, Bilddateien, Audio- und Videodateien enthalten sein. Die E-Akte hat zum Ziel, sämtliche aktenrelevanten Schriftstücke in digitaler Form unter Beibehaltung der physischen Ordnungssysteme zu speichern und jederzeit den Berechtigten zugänglich zu machen. Darüber hinaus müssen auch Meta-Informationen sowie die den Geschäftsgang abbildenden Bearbeitungs- und Protokollinformationen (wie Geschäftsgangvermerke, Verfügungen, Laufweginformationen, Unterschriften und Mitzeichnungen) in ihr enthalten sein. Hierzu werden verschiedene, konzeptionell unterschiedliche Enterprise-Content-Management (ECM)- oder Dokumentenmanagement (DMS)-Systeme angeboten. Sie hat ihre Grenzen dort, wo Originale mit Originalunterschriften vorzuhalten sind. Qualifizierte elektronische Signaturen können sicherstellen, dass Unterzeichner identifiziert und die Integrität der signierten elektronischen Informationen geprüft wird. Für den Umgang mit elektronischen Akten gelten dieselben rechtlichen Anforderungen wie für herkömmliche Papierakten. In der Rechtsprechung heißt es, dass die Sammlung von Dokumenten in einem Ordner auf einem Laufwerk, die bedarfsweise zu einer verfahrensbezogenen „Akte“ zusammengestellt und dem Gericht übersandt werden, nicht den rechtsstaatlichen Anforderungen ordnungsgemäßer Aktenführung genügen. Die Einführung elektronischer Akten zieht tiefgreifende Veränderungsprozesse nach sich. Sachbearbeiter erleben die Einführung zuweilen als Verlust und beklagen, dass sie nun Vorgänge nur noch sequentiell und weniger in ihrem Zusammenhang sehen können (Noppeney 2005).
In weiten Teilen der öffentlichen Verwaltung ist die elektronische Aktenführung bereits üblich.
Insbesondere im Massenverkehr wie bei Handelsregister oder Grundbuchämtern ist sie eingeführt. Dazu waren Gesetzesänderungen erforderlich, die die E-Akte legitimierten (z. B. § 55b Abs. 1 VwGO: „Die Prozessakten können elektronisch geführt werden“).
Ab 1. Juli 2014 sind nach dem E-Government-Gesetz alle Behörden des Bundes, der Länder und der Kommunen verpflichtet, elektronische Dokumente entgegenzunehmen. Die Behörden haben nach § 6 E-Government-Gesetz ihre Akten elektronisch zu führen, es sei denn, dass das Führen elektronischer Akten bei langfristiger Betrachtung unwirtschaftlich ist. Das Gesetz ermöglicht eine vernetzte Arbeitsweise zwischen den Behörden und entlastet damit Bürger, die mit verschiedenen Behörden kommunizieren müssen ebenso wie die einzelnen Behörden. Bisher erforderliche Unterschriften lassen sich mit einer De-Mail mit Absenderbestätigung oder der elektronischen Identifikationsfunktion des neuen Personalausweises ersetzen. Durch das Gesetz wird bundesweit in der behördlichen Verwaltung die elektronische Aktenführung ermöglicht. Wird eine Akte elektronisch geführt, ist durch geeignete technisch-organisatorische Maßnahmen nach dem Stand der Technik sicherzustellen, dass die Grundsätze ordnungsgemäßer Aktenführung eingehalten werden. Ziel des E-Government-Gesetzes ist es, die elektronische Kommunikation mit der Verwaltung zu erleichtern. Damit soll das Gesetz Bund, Ländern und Kommunen einfachere, nutzerfreundlichere und effizientere elektronische Verwaltungsdienste anbieten.

## Aufbewahrung
Die Aufbewahrung von Akten hat mehrere Gründe. Zum einen erlaubt sie der Verwaltung auf die in den Akten zusammengetragenen Informationen zurückzugreifen, erfüllt also einen praktischen Zweck in Fortsetzung des Entstehungszwecks der Akten. Mit wachsendem Abstand zur Entstehungszeit der Akten werden rechtliche Aspekte – die Nachvollziehbarkeit von Verwaltungshandeln und die Absicherung von Rechtsansprüchen – wichtiger für die Aufbewahrung. Zuletzt werden Akten als Quellen für die Geschichte aufbewahrt. Daher wird die Aktenaufbewahrung durch eine Vielzahl von verwaltungsrechtlichen, datenschutzrechtlichen und archivrechtlichen Gesetzen geregelt, die Aufbewahrungsfristen, Aufbewahrungszuständigkeiten und die Möglichkeiten der Einsichtnahme in Akten regeln. Auf geschäftliches Schriftgut findet das Handelsrecht Anwendung, dem zu entnehmen ist, welche Unterlagen sie wie lange aufbewahrt werden müssen (siehe Aufbewahrungspflicht, Aufbewahrungsfrist).
Aufbewahrt werden Akten zunächst in der – dezentralen oder zentralen – Registratur der aktenführenden Stelle. Sofern sie für den unmittelbaren Geschäftsbetrieb nicht mehr benötigt werden, können sie ausgesondert oder reponiert werden. Die Zuständigkeit für Aufbewahrung und Auffindbarkeit übernimmt dann ein Zwischenarchiv oder ein Verwaltungsarchiv. Hier verbleiben die Akten in der Regel, bis sie Archivreife erreicht haben. Diese begründet sich im Wesentlichen aus dem Ablaufen der Aufbewahrungsfristen, da bei der Übernahme in ein Historisches oder Endarchiv eine Auswahl von dauerhaft wertvollen und damit zu erhaltenden Akten auf der einen Seite und zu vernichtenden Akten (Kassation) auf der anderen Seite stattfindet (Archivische Bewertung). Bis auf wenige sogenannte „Weglegesachen“ ist den Behörden im Rahmen der Anbietungspflicht verboten, Akten selbst zu vernichten. Einmal in ein öffentliches Archiv gelangt, gelten die Bestimmungen der jeweiligen Archivrechte, die eine dauerhafte Aufbewahrung vorschreiben. Um die Haltbarkeit der archivierten Akten sicherzustellen, werden sie entmetallisiert, umgebettet und unter günstigen klimatischen Bedingungen gelagert. Durch die oft minderwertigen Papiere der Akten des 19. und 20. Jahrhunderts besteht die Notwendigkeit der Entsäuerung um ihre langfristige Erhaltung sicherzustellen.